# Sultan Rachmanov
Sultan Saburovič Rachmanov (in russo Султан Сабурович Рахманов?; Turtkul, 6 luglio 1950 – Dnipropetrovs'k, 5 maggio 2003) è stato un sollevatore sovietico di origini uzbeke e ucraine, campione olimpico, mondiale ed europeo, che ha gareggiato nella categoria dei pesi supermassimi (oltre 110 kg.).

## Biografia
Nato in Uzbekistan, Sultan Rachmanov all'età di 16 anni si trasferì con la sua famiglia a Dnipropetrovs'k, in Ucraina, dove frequentò il liceo sportivo e cominciò a praticare il sollevamento pesi.
Dopo aver avuto buoni risultati in tornei internazionali minori, nel 1978 vinse il suo primo titolo nazionale sovietico, venendo convocato per i successivi Campionati mondiali di Gettysburg 1978, dove vinse la medaglia d'argento con 417,5 kg. nel totale, stesso risultato del vincitore, il tedesco orientale Jürgen Heuser.
L'anno successivo, nonostante avesse fallito i Campionati europei di Varna, terminando fuori classifica per non aver superato i tre tentativi nella prova di slancio, fu ugualmente convocato ai Campionati mondiali di Salonicco dello stesso anno, dove riuscì a conquistare la medaglia d'oro con 430 kg. nel totale.
Nel 1980 vinse dapprima la medaglia d'oro ai Campionati europei di Belgrado con 430 kg. nel totale e alcuni mesi dopo partecipò alle Olimpiadi di Mosca 1980, dove, davanti al suo pubblico, conquistò la medaglia d'oro con 440 kg. nel totale, davanti a Heuser (410 kg.) e al polacco Tadeusz Rutkowski (407,5 kg.), in una gara che vide il fuoriclasse sovietico Vasilij Alekseev, vincitore delle ultime due Olimpiadi, finire clamorosamente fuori classifica per aver fallito i tre tentativi di ingresso nella prova di strappo. La competizione olimpica di sollevamento pesi di Mosca 1980 era valida anche come Campionato mondiale.
L'anno seguente Rachmanov vinse un altro titolo nazionale sovietico ma, nonostante ciò, non fu più convocato per le principali competizioni internazionali, ponendo di fatto fine alla sua carriera agonistica, durante la quale realizzò anche due record mondiali nella prova di strappo.
Dopo l'attività di sollevatore, restando nell'ambiente sportivo, divenne anche Presidente onorario della locale Federazione di aikido, ma in seguito le sue condizioni di salute peggiorarono e morì di infarto a poco meno di 53 anni.